# Тон, Константин Андреевич
Константи́н Андре́евич Тон (нем. Konstantin Thon; 26 октября [6 ноября] 1794, Санкт-Петербург — 25 января [6 февраля] 1881, там же) — русский архитектор немецкого происхождения, один из наиболее известных зодчих николаевской эпохи; основоположник и крупнейший представитель эклектического «русско-византийского стиля», автор проектов исторического храма Христа Спасителя и Большого Кремлёвского дворца в Москве. Академик (с 1830), профессор (с 1833) и ректор архитектурного отделения (с 1854) Императорской Академии художеств, тайный советник (1864).

## Биография

### Образование
Константин Тон родился в Санкт-Петербурге в семье обрусевшего немецкого ювелира («цехового мастера ювелирных дел») 26 октября (6 ноября) 1794 года (в Петербургском некрополе указана другая дата рождения — 16 [27] апреля 1793 года); был одним из трёх братьев (старший — Александр (1790—1858), младший — Андрей (1800—1858) — архитекторы). Учился в Петришуле (школа при лютеранском приходе Святых Петра и Павла) с 1801 по 1804 год.
В 1804 году Константин был принят в воспитанники Императорской академии художеств и с 1808 года специально изучал в ней архитектуру под руководством главного наставника А. Н. Воронихина. В 1815 году окончил академический курс со званием художника 1-й степени и малой золотой медалью, присуждённой ему за проект здания Сената, и был оставлен при академии, чтобы впоследствии быть посланным за границу.

### Первые проекты
В 1817 году произошла перемена начальства академии, и Тон, оставив академию, определился на службу при новоучреждённом комитете строений и гидравлических работ в Петербурге. В период между 1815 и 1819 годами были созданы проекты «Немецкого Трактира» на Крестовском острове и «паровой оранжереи». Оранжерея была возведена по заказу и на средства графа Зубова. В начале 1818 года К. А. Тон составил по заданной академией программе проект ярмарки, за который он получил большую золотую медаль и был послан пенсионером Академии художеств на 6 лет в Италию.

### Европейская стажировка
В Риме он занялся изучением памятников античного зодчества и сравнением первохристианских храмов с церквями новейших времён. Потом он сделал продолжительную экскурсию на юг Италии и в Сицилию, а по возвращении в Рим сочинил проект церкви в форме древней базилики, но приспособленной к православному богослужению, причём дал ей снаружи вид греческих храмов. Вслед за этим проектом, Тон скомпоновал, по задаче Римской академии, проект госпиталя.
В 1822 году Тон посетил Флоренцию, где представил свои работы местной академии и благодаря им был принят в её члены. Побывав потом в Генуе, Равенне, Болонье, Милане и Павии, он явился в Женеву, где составил проект загородного дома для бывшего придворного ювелира Дюваля, а затем отправился через Дижон в Париж и занялся там рисованием начисто своих неаполитанских и сицилийских этюдов.
Вернувшись в Рим, Тон сосредоточил свои труды на реставрации памятников античного зодчества. Среди них проекты возобновления храма Фортуны в Пренесте и, особенно, дворца Цезарей в Риме на Палатинском холме, доставили Тону репутацию учёного художника. Проект реставрации Дворца Цезарей в Риме на Палатинском холме принес Тону звание академика Римской археологической академии. Этот проект обратил на него внимание императора Николая I, по повелению которого Тон, в 1828 году, был причислен к Кабинету Его Величества, с содержанием 3000 рублей в год.

### Возвращение в Петербург
В том же году Тон вернулся в Санкт-Петербург, где он получил поручение обратить бывший конференц-зал Академии художеств в галерею для размещения гипсовых слепков, устроить новый конференц-зал и вообще переделать некоторые части здания. Вслед за тем Тон получил звание академика и должность профессора 2-й степени по части архитектуры (в 1830 году).
В том же году, прихожане церкви святой Екатерины, за Калинкиным мостом в Санкт-Петербурге, ввиду ветхости своего храма, задумали соорудить вместо него новый. В своём проекте, представленном на конкурс, Тон придал храму форму, напоминающую московские пятиглавые соборы. Проект очень понравился Государю, и Тону было повелено самому произвести его постройку.

### Начало строительства Храма Христа Спасителя (1829—1836)

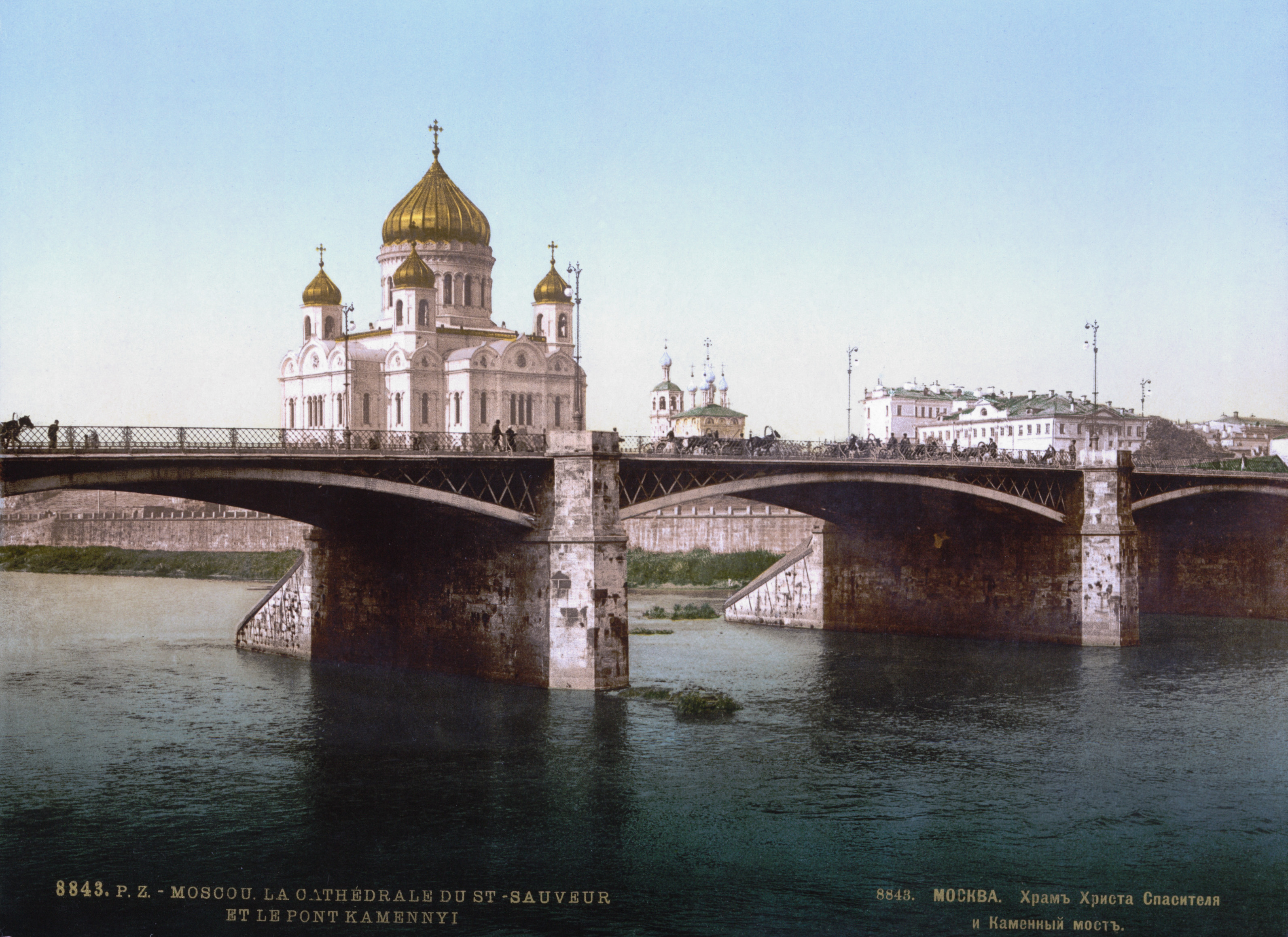
Храм Христа Спасителя

Ещё раньше, в 1829 году, академии был передан на рассмотрение вопрос о московском храме Христа Спасителя. Первоначально выбранная для него местность на Воробьёвых горах была признана, по разным причинам, неудобной, и сам проект, составленный А. Л. Витбергом, признан неосуществимым; предстояло разработать новый проект для его постройки в другом пункте Москвы. Эта задача была возложена на Тона с непременным условием, чтобы новый величественный храм имел старинный русский стиль. Императору очень понравился предложенный Тоном новый проект храма Христа Спасителя, возведение которого заняло всю дальнейшую жизнь последнего.
Одновременно с проектом московского храма, Тон составил в том же вкусе проект церкви новоявленного чудотворца Митрофана в Воронеже (1832) и, продолжая строить церковь святой Екатерины и отделывать античные галереи в академии, проектировал устройство гранитной набережной Невы напротив Академии, с пристанью, украшенной фигурами двух сфинксов, купленных в Александрии при посредстве А. Н. Муравьёва.
Тогда же он разработал проект монастыря на сто монахов, для получения звания профессора 2-й степени, и по Высочайшей воле — конкурсный проект иконостаса для Казанского собора, из серебра, отбитого донскими казаками у французов в Отечественную войну.
Затем, при конкурсе на сооружение памятника Державину, в Казани, композиция Тона найдена лучшей из трёх, выбранных для исполнения. В 1833 году он был определён членом в комитет о строениях и гидравлических работах и получил от академии звание профессора. После этого он участвовал в конкурсе на постройку здания Пулковской астрономической обсерватории и создал проекты соборов святой Екатерины в Царском Селе (Соборная площадь) и апостолов Петра и Павла (с 1877 года — собор Уланского полка) в Петергофе, которые и возводились под его руководством.
К началу 1836 года Тон, вместе с другими профессорами Академии, составил проект памятника Димитрию Донскому на Куликовом поле и приступил к постройке, по своему проекту, церкви Введения Богородицы в Семёновском полку, в котором наиболее полно и ярко выразился изобретённый Тоном тип храмов, долго считавшийся возрождением старинной русской церковной архитектуры с приведением её форм в лучшую гармонию и изящество. Одновременно с этим он составил проект церкви русского посольства в Таврисе, оборонительной казармы и собора в Свеаборге, дома дворянского собрания в Новгороде, главного фасада Лесного института в Санкт-Петербурге и сельской церкви в имении Сенявиных.
Около того же времени им изготовлены, по поручению правительства, типовые проекты церквей на 1000, 500 и 200 человек, для того, чтобы архитекторы во всей империи обязательно придерживались их форм и стиля.

### Работы в 1837—1854 годах
В 1837 году Николай I задумал соорудить новый великолепный дворец в Московском Кремле, такой, чтобы в его пространстве заключалось «всё, что в памяти народной тесно связано с представлением обиталища Государя». Выполнение этой задачи было возложено на Тона, который и в этом случае старался соответствовать стилю старинных русских построек.

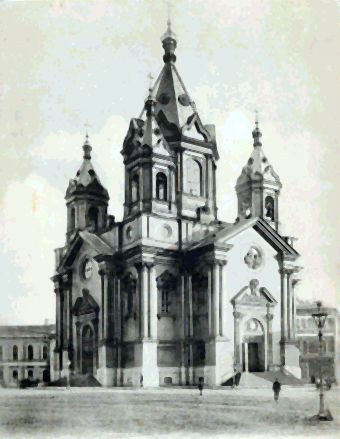
Благовещенская церковь — прообраз множества пятишатровых храмов в характерном для Тона «русско-византийском» стиле

В 1838 году он издал альбом своих чертежей большого формата (17 листов), в который вошли планы, фасады и разрезы храма Спасителя, Тоновских церквей в Санкт-Петербурге, Саратове, Петергофе, Царском Селе, Новгороде (евангелической), колокольни Симонова монастыря, равно как и типовые проекты для городских каменных церквей. В 1844 году было выпущено дополнение к этому альбому, в котором помещены чертежи и деревянных церквей. Здесь особенно любопытны проект церкви в Ельце и рисунки иконостасов для Санкт-Петербургских церквей: Преображения на Аптекарском острове и Благовещения в лейб-гвардейском конном полку.
Окончив в 1842 году постройку собора в Царском Селе и переделку интерьеров Малого театра в Москве, Тон изготовил, «по Высочайшему повелению», типовые чертежи для крестьянских домов в казённых селениях и, помимо других трудов, сочинил проект иконостаса для церкви царевича Иоасафа, в подмосковном селе Измайлово, где строил в это время инвалидный дом для ветеранов войны 1812 года (ныне — городок имени Баумана, пристроен к измайловской Покровской церкви XVII в.). В 1845 году приступил к строительству Троицкого храма в г. Яранске, одного из красивейших храмов Вятской губернии.
В 1847 году Тон принялся за порученную ему постройку станций Николаевской железной дороги в Петербурге и Москве, с таможней при последней, а также начал приводить в исполнение свой проект сооружения церкви святого Мирония в лейб-гвардии Егерском полку. С окончанием большого Кремлёвского дворца, государь возложил на своего любимого архитектора воссоздание колокольни Ивана Великого в том виде, какой она имела до 1812 года, устройство платформ для помещения орудий на Тайницкой башне Кремля и казарм для батальона пехотного полка. В 1850 году была построена Санкт-Петербургская станция Царскосельской железной дороги и почти одновременно с тем окончена отделка Оружейной палаты в Москве.
Между тем Тон продолжал заниматься и другими работами, порученными ему в Кремле, и, не ограничиваясь ими, разработал проекты надгробного памятника князю Пожарскому в Суздале, и церкви в Тифлисе. В 1853—1854 гг., по сооружении вчерне храма Спасителя, Тон составил проект его внутреннего убранства, в Николаевском Кремлёвском дворце построил главный вход и галерею, соединяющую это здание с Чудовым монастырём, исправил главный купол собора в Новоиерусалимском монастыре, грозивший разрушением, окончил переустройство церкви Двенадцати апостолов, Патриаршей ризницы и шатра над Палатой мироварения в Кремле, изготовил проект церкви при Тивдийской мраморной ломке, в Олонецкой губернии. Все эти работы проводились одновременно и, сверх того, заканчивалась постройка петербургской церкви святого Мирония.

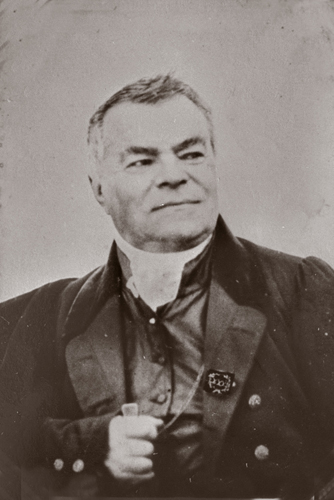
Константин Тон в 1870-е годы

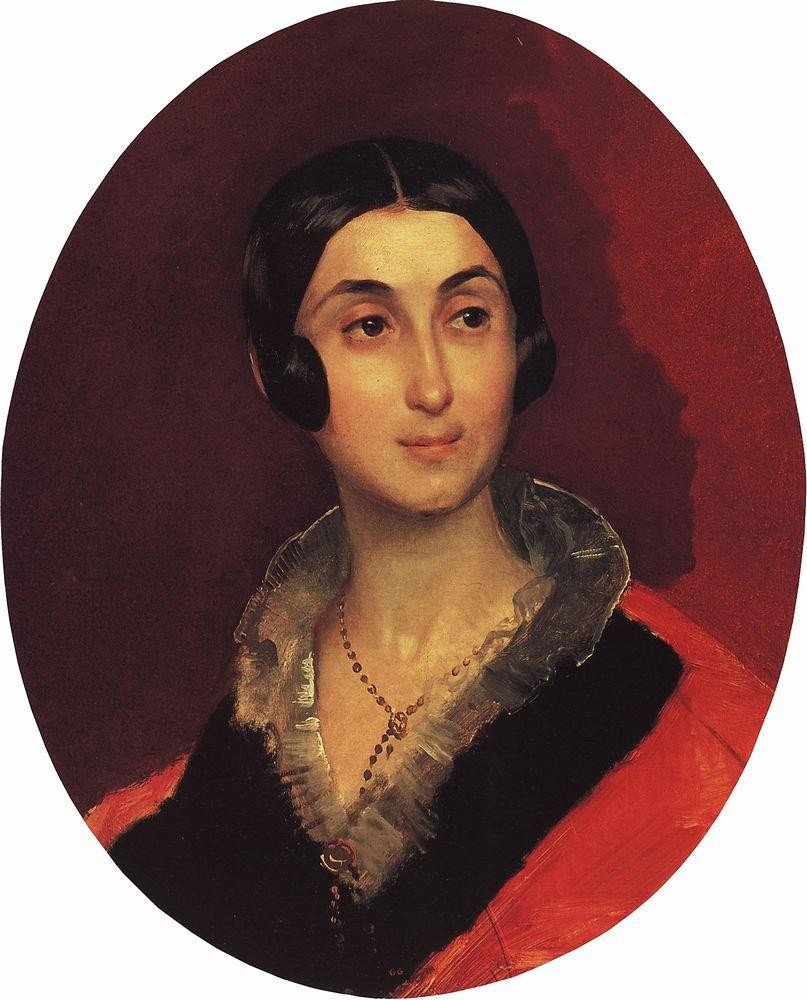
Жена Елена Ивановна (урожд. Берг, 1820—1911). Художник Карл Брюллов.

### Последние годы
Последние годы деятельности Тона, назначенного в 1854 году, после смерти А. И. Мельникова, ректором академии, были не менее плодотворны; им сделаны проекты постановки статуи Георгия Победоносца в зале имени этого святого в Большом Кремлёвском дворце, ворот с решёткой для Николаевской богадельни в селе Измайлово, нескольких церквей в казённых горных заводах Сибири и иконостасов, в том числе главного иконостаса для храма Спасителя и, наконец, конструкция металлического шпиля соборной колокольни Петропавловской крепости в Санкт-Петербурге. Последний проект исполненил инженер Д. И. Журавский. После образования в 1867 году Московского архитектурного общества К. А. Тон стал его почётным членом.
К. А. Тон, по свидетельству Ф. Ф. Львова, обладал достаточно авторитарным и резким характером, который особенно проявился в годы управления Академией художеств:

Большая часть учеников-архитекторов была очень предана Тону, они все его боялись и только его и слушали. Впрочем, иначе и быть не могло. Тон в архитектурном классе не берёг авторитета профессоров архитектуры, он, напротив ругал их при учениках на чём свет стоит, только разумеется, за глаза. Все поправки на чертежах учеников, сделанные не им, он уничтожал, называя их глупыми; он распоряжался как Юпитер громовержец, — говорили ученики, — и беда той программе, которая была представлена на экзамен, без предварительного одобрения Тона. Он без всяких церемоний рвал её с доски, что было сделано им не раз.
Скончался 25 января (6 февраля) 1881 года в Петербурге; похоронен на Волковском православном кладбище.

## Награды
За свою долгую и успешную карьеру Тон был награждён орденами: Святой Анны 2-й степени с императорской короной (1839), Святого Владимира 3-й степени (1839), Святого Станислава 1-й степени (1849), Святой Анны 1-й степени (1855; с императорской короной — 1858), Святого Владимира 2-й степени (1865), Белого Орла (1869). Имел высокие гражданские чины (действительный статский советник — 20.03.1849, тайный советник — 04.11.1864).

## Школа
Столь обширная производительность не отвлекала Тона от занятий по должности профессора-преподавателя в архитектурном классе Академии. В течение 24-летнего исполнения им этой должности, под его руководством образовалось свыше двухсот молодых зодчих, из которых многие, как например: К. Маевский, К. Рахау, Б. Иогансон, В. Кенель, М. Тамаринский, Л. Шперер и М. Макаров, впоследствии составили себе почётную известность.

## Семья
Женился 1 октября 1844 года на купчихе Елене Ивановне Берг. До оформления брака у них родился сын Константин (1842—05.08.1881), который поступил в Академию художеств, но, рано ослепнув, не смог работать архитектором. Константин Константинович женился 20 января 1864 года на мещанке, дочери потомственного почётного гражданина Александре Ивановне Яковлевой; их дети: Елена (27.12.1864—28.03.1916), Александра (27.12.1866—?), Константин (12.01.1870—21.04.1917), Вера (13.09.1873—?).
Утверждается также, что у К. А. Тона было ещё четверо внебрачных детей от шотландки Амалии Фредерики Барклай, с которой он познакомился в конце 1840-х годов.

## Память
- К. А. Тону было пожаловано 17 марта 1844 г. наследственное дворянское достоинство (см. Тоны).
- В Санкт-Петербурге на здании Московского вокзала К. А. Тону установлена памятная доска.
- В Москве на левом фасаде Ленинградского вокзала К. А. Тону установлена памятная доска. Она представляет собой гранитную плиту с накладным поясным горельефным портретом К. А. Тона.
- В 1994 году была выпущена почтовая марка России, посвящённая Тону.
- В 2017 году Банком России выпущена серебряная монета номиналом 25 рублей «Константин Андреевич Тон». На монете изображены портрет К. А. Тона, Большой Кремлёвский дворец на фоне силуэта архитектурного ансамбля Красной площади и выполненное в цвете изображение капители[17].

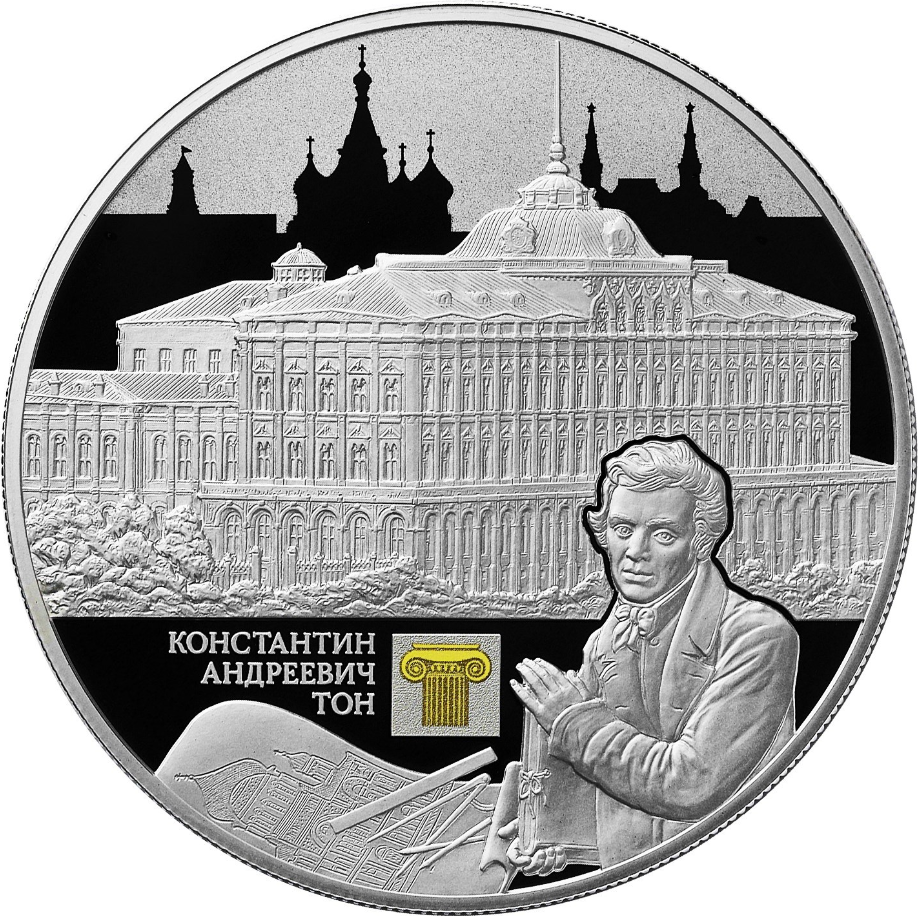
В 2017 году Банком России выпущена серебряная монета номиналом 25 рублей «Константин Андреевич Тон».
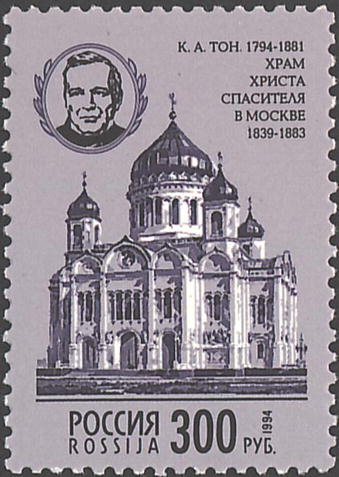
Почтовая марка России 1994 г. - Тон Константин Андреевич.

## Оценка на рубеже XIX—XX веков
Как указывается в персоналии «Брокгауза и Ефрона», изобретённый Тоном стиль «не утвердился надолго в русской архитектуре и отжил своё время, лишь только не стало покровительствовавшего ему императора Николая I. […] Тоновские постройки якобы в русском стиле, из которых многие весьма замечательны в конструктивном отношении, грешат холодностью, сухостью, недостатком истинной красоты и величия. При всём том, Тону принадлежит та заслуга, что он первый указал русским архитекторам на богатый источник вдохновения, кроющийся в памятниках их родной старины».
В строительной практике середины и второй половины XIX века композиционные идеи Тона нашли широкое применение. Многие культовые здания в провинции возводились по «образцовым» проектам столичного мастера, иногда в той или иной степени изменённым в зависимости от конкретных обстоятельств. Но некоторые провинциальные храмы проектировались самим Тоном или под его руководством как вполне оригинальные сооружения, являвшиеся образцами «русско-византийского стиля». Таковы соборы в Яранске, Томске, Красноярске или церковь в Любани близ Петербурга.

## Здания, построенные по проектам Тона
Постройки в стиле классицизма
- 1833—1834 Пристань со сфинксами у здания Академии художеств
- 1835—1848 Петропавловский собор г. Клинцы, Брянской области.
- 1838—1840 Малый театр (преимущественно интерьеры)
- 1839—1849 Измайловская богадельня (пристройка к Покровскому собору и строения на месте бывшей царской усадьбы Измайлово)
- 1846—1847 Постамент памятника Державину в Казани

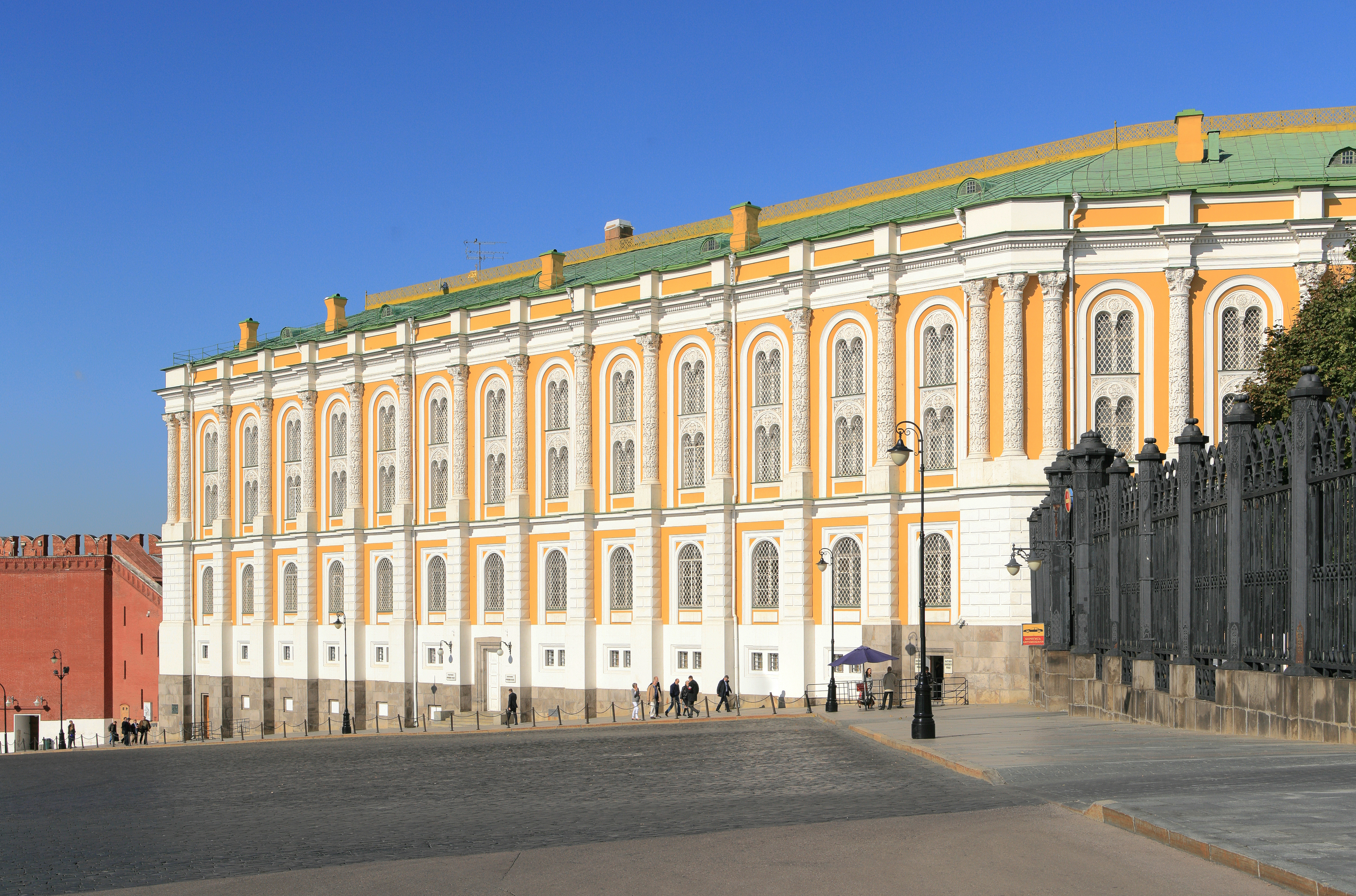
Здание оружейной палаты с любимыми Тоном ренессансными окнами

Русско-византийские храмы Петербурга и окрестностей
- 1830—1837 Храм святой великомученицы Екатерины в Екатерингофе
- 1834—1842 Введенская церковь Семёновского полка
- 1835—1840 Екатерининский собор в Царском Селе
- 1836—1839 Петропавловская церковь Уланского полка в Петергофе
- 1840—1845 Преображенская церковь Гренадерского полка
- 1842—1849 Благовещенская церковь Конногвардейского полка
- 1849—1855 Мироньевская церковь Егерского полка

Русско-византийские постройки в Москве и провинции
- 1843 - 1853 Богоявленский собор в Угличе

- 1835 Колокольня Симонова монастыря
- 1837—1883 Храм Христа Спасителя
- 1839—1849 Большой Кремлёвский дворец
- 1844—1851 Оружейная палата
- 1845—1889 Вознесенский собор (Елец)
- 1845—1861 Богородице-Рождественский собор (Красноярск)
- 1847—1850 Жилой дом Московского кадетского корпуса в Лефортово, впоследствии Московская военно-фельдшерская школа.
- 1855—1866 Собор Боголюбского монастыря
- 1856 Казанская церковь, Тивдия
- 1867 Петропавловская церковь (Любань) — совместно с Ф. Н. Соболевским
- Святые ворота и Богородице-Рождественский собор Ипатьевского монастыря

Храмы по типовым проектам

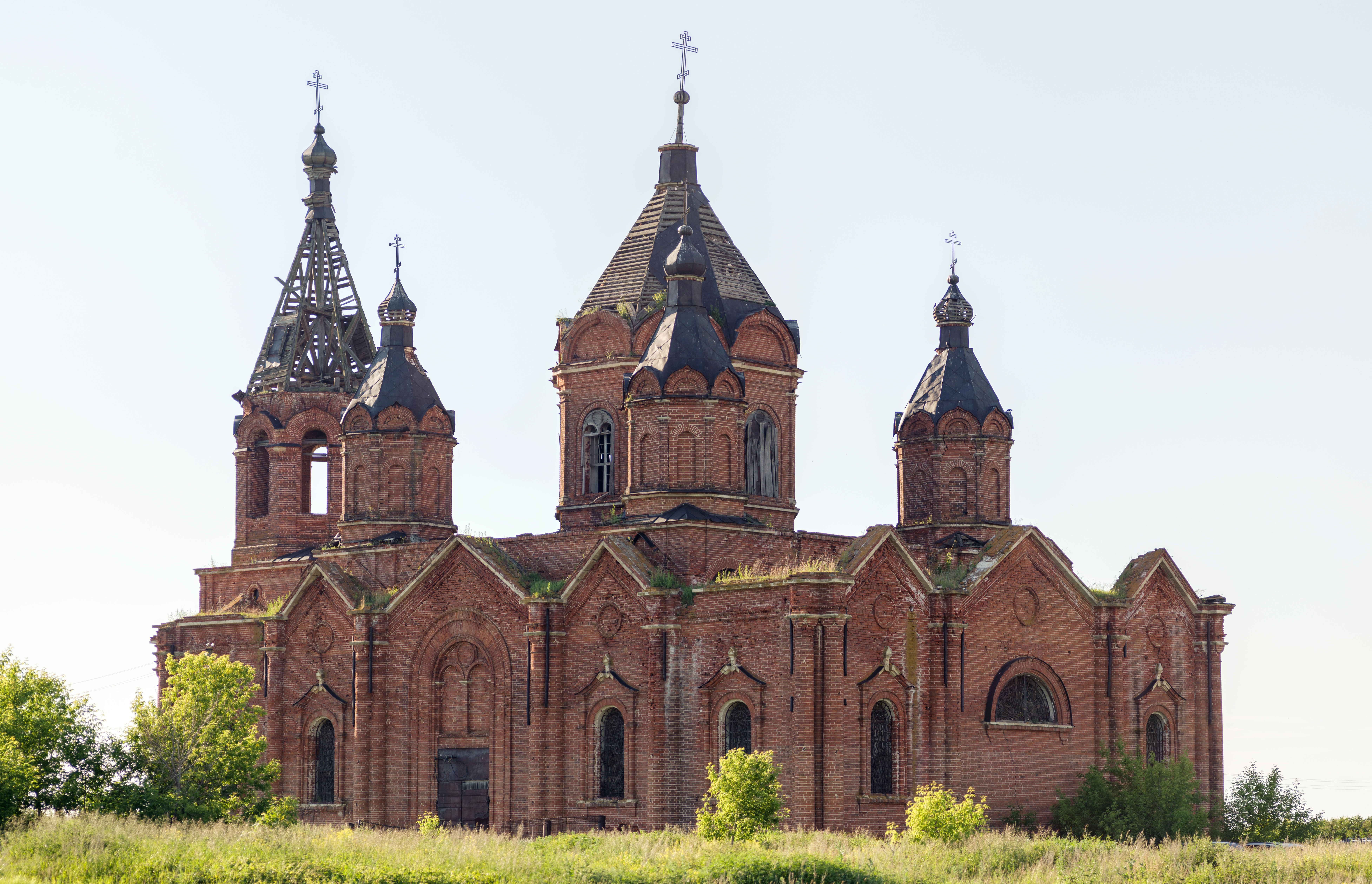
Церковь Троицкая в селе Танкеевка.

- Храм Покрова Пресвятой Богородицы д. Хотляны (Минская область)
- Собор Рождества Пресвятой Богородицы (Ростов-на-Дону)
- Храм Рождества Христова (Арзамас)
- Троицкий собор (Яранск)
- Боголюбский собор (Мичуринск)
- Троицкий кафедральный собор (Томск)
- Святодуховский собор (Петрозаводск)
- Собор Задонского монастыря
- Казанская церковь (Глебово)
- Вознесенская церковь (Иваново)
- Храм Донской иконы Божией Матери (Тула)
- Храм Святой Троицы (с. Танкеевка)[18][19]

Железнодорожные постройки
- 1847—1851 Николаевский вокзал в Петербурге
- 1845—1852 Николаевский вокзал в Москве
- Царскосельский вокзал в Петербурге (заменён Витебским)

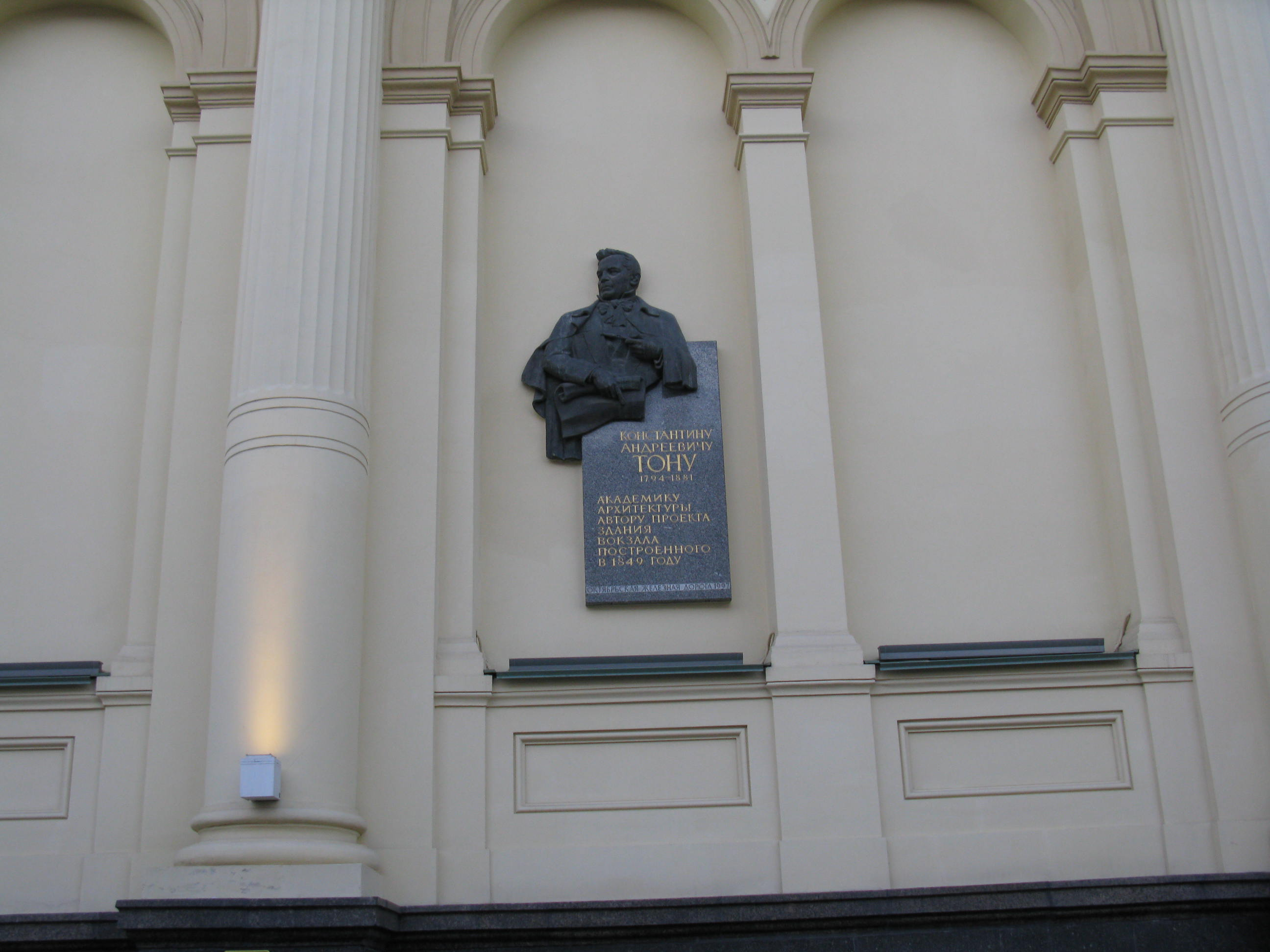
Мемориальная доска К. А. Тону на здании Ленинградского вокзала в Москве

- 1846—1851 Круговое депо в Москве

## Память
- В 1997 году по адресу: Москва, Комсомольская площадь, д. 3 установлена мемориальная доска с выносным скульптурно-барельефным портретом К. А. Тона[20]. В 2013 году рядом с мемориальной доской установлен бюст К. А. Тона (скульптор С. А. Щербаков)[21].